# 大野城市立大野北小学校
大野城市立大野北小学校（おおのじょうしりつ おおのきたしょうがっこう）は、福岡県大野城市山田四丁目にある公立小学校。

## 態様
大野城市域の北部に位置し、同市南部より流れる牛頸川と太宰府より流れる御笠川とが合流して新たに北へと流れる御笠川の西岸地点、間近に福岡市博多区との境界のある住宅街の一角に所在する。小学校上空は福岡空港の滑走路進入ルートにあり、毎日轟音を立てて、飛行機が小学校の上を低空で通過する。そのため、騒音防止のために窓を閉めるために以前から夏季は冷房が使え、窓のサッシの防音対策も万全である。

## 著名な卒業生
- ASKA - シンガーソングライター（CHAGE and ASKA）

## 交通
北脇を県道60号が走る。最寄の鉄道駅は西鉄天神大牟田線春日原駅または同沿線雑餉隈駅。 近くには福岡高速道路も走っている。

## 周辺
- 御笠の森

日本書紀にも現れる、御笠川の名の由来でもある古の森。市指定有形民俗文化財。北西に所在。
- 慶伝寺（慶傳寺）

浄土真宗本願寺派の寺院。わずか南西に所在。
- 宝満神社

わずか南西、慶伝寺の裏手に存在。
- 筒井の井戸

筑前国続風土記にも現れる古井戸の遺構（参照『筒井の井戸』）。県指定有形民俗文化財。南方に所在。
- 県営住宅山田団地

福岡県の県営住宅のひとつ。わずか西方に所在。
- 大野城市立御笠の森小学校

北方の御笠川の対岸に所在。